# 백종권
백종권(白鐘権, Jong-Kwon Baek, 1971년 11월 7일 ~ )은 대한민국의 전 권투 선수이다. 또 전 세계복싱협회(WBA) 슈퍼페더급 챔피언이기도 하다.
또한 , 현재 경상남도 진주시, 본인의 고향에서 챔프승마장을 운영하고 있다.

## 생애
경상남도 진주 출신. 1992년 9월 26일 프로 데뷔. 1999년 10월 31일 WBA 챔피언 등극. 통산 전적 22승(19KO)1패1무.